# Новоядгаровська
Новоядга́ровська (рос. Новоядгаровская, башк. Яңы Йәҙгәр) — присілок у складі Куюргазинського району Башкортостану, Росія. Входить до складу Крівле-Ілюшкинської сільської ради.
Населення — 1 особа (2010; 6 в 2002).
Національний склад:
- росіяни — 100%

## Видатні уродженці
- Санін Василь Никифорович — радянський військово-політичний діяч, Народний депутат України.